# 嘉南大圳

烏山頭水庫と嘉南大圳の主な灌漑水路

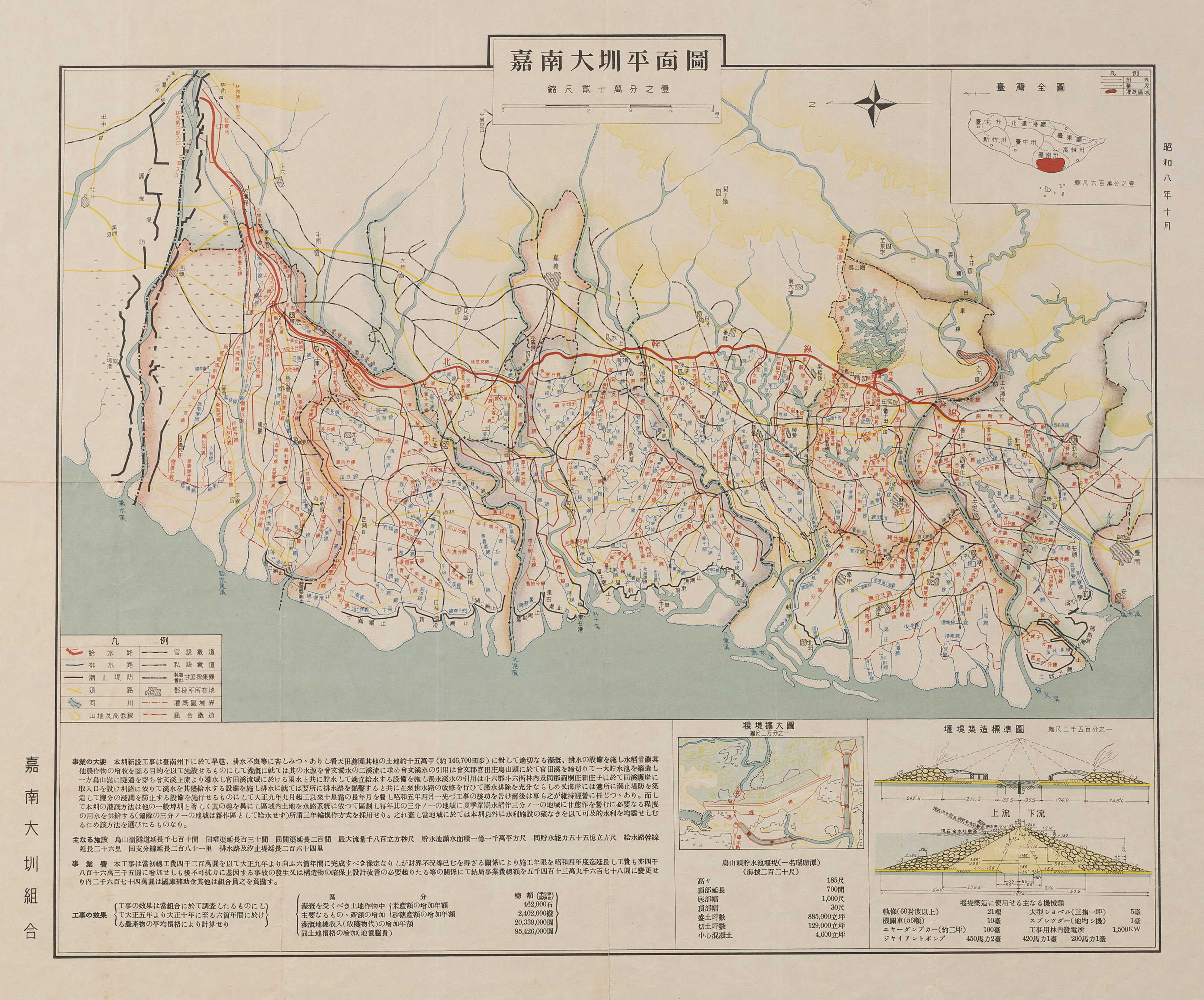
戦前の平面図

嘉南大圳（かなんたいしゅう、台湾語発音：Ka-lâm Toā-chùn、中国語拼音: Jianán Dàzùn）とは、1930年（昭和5年）に竣工した台湾で最大規模の農水施設であり、完成当時は東洋一ともいわれた。日本統治時代の最重要な水利工事の一つである。

## 工事の経緯
日本統治時代前期、嘉義庁、台南庁（現在の雲林、嘉義、台南等の県市）を中心とする嘉南平原地区は、灌漑設備のない農地や甘蔗農園が約15万甲（1甲=約0.97ha、15万甲=約1,455km²）あり、常に日照りや豪雨、さらには排水不良に悩まされてきた。この問題を解決するため、台湾総督府は曽文渓と濁水渓を水源として本農水施設を作ることとした。設計は総督府の技師八田與一が担当した。1920年9月に土木工事を開始し、総工費5,414万円をかけ、1930年4月10日に竣工した、工事は、まず当時東南アジア最大だった烏山頭ダムの建設から始まった。その後、水路が開削され、曽文渓と濁水渓二つの水系を接続した。

## 本施設の概要
烏山頭ダムで取水された後、北幹線と南幹線に分かれる。北幹線は烏山頭より北に向かい、急水渓、八掌渓、朴子渓を越え、北港渓南岸に至る。南幹線は南に向かって官田渓、曽文渓を越えて台南市善化区に至る。また、烏山頭ダム以外に濁水渓にも3箇所の取水口が設けられており、それぞれ林内第一取水口、林内第二取水口と中囲子第三取水口がある。林内第一取水口から取水したのが濁幹線で、旧虎尾渓の左岸に沿って南に向かい北港渓に至り、北幹線と接続されている。

## 本施設の効果
本施設の完成により、嘉南平原の耕地面積と水利灌漑面積は増え続け、砂糖キビや多くの畑が水田に変わったことにより米等の農作物の生産量が大幅に拡大した。